# Villa de Gracia
La Villa de Gracia (oficialmente y en catalán, Vila de Gràcia), por antonomasia Gracia, es un barrio de la ciudad de Barcelona, perteneciente al distrito de Gracia. Uno de sus monumentos más identificativos es la torre del reloj que se alza en medio de la plaza de la Villa de Gràcia, donde se encuentra el antiguo ayuntamiento, hoy sede del distrito.

## Historia

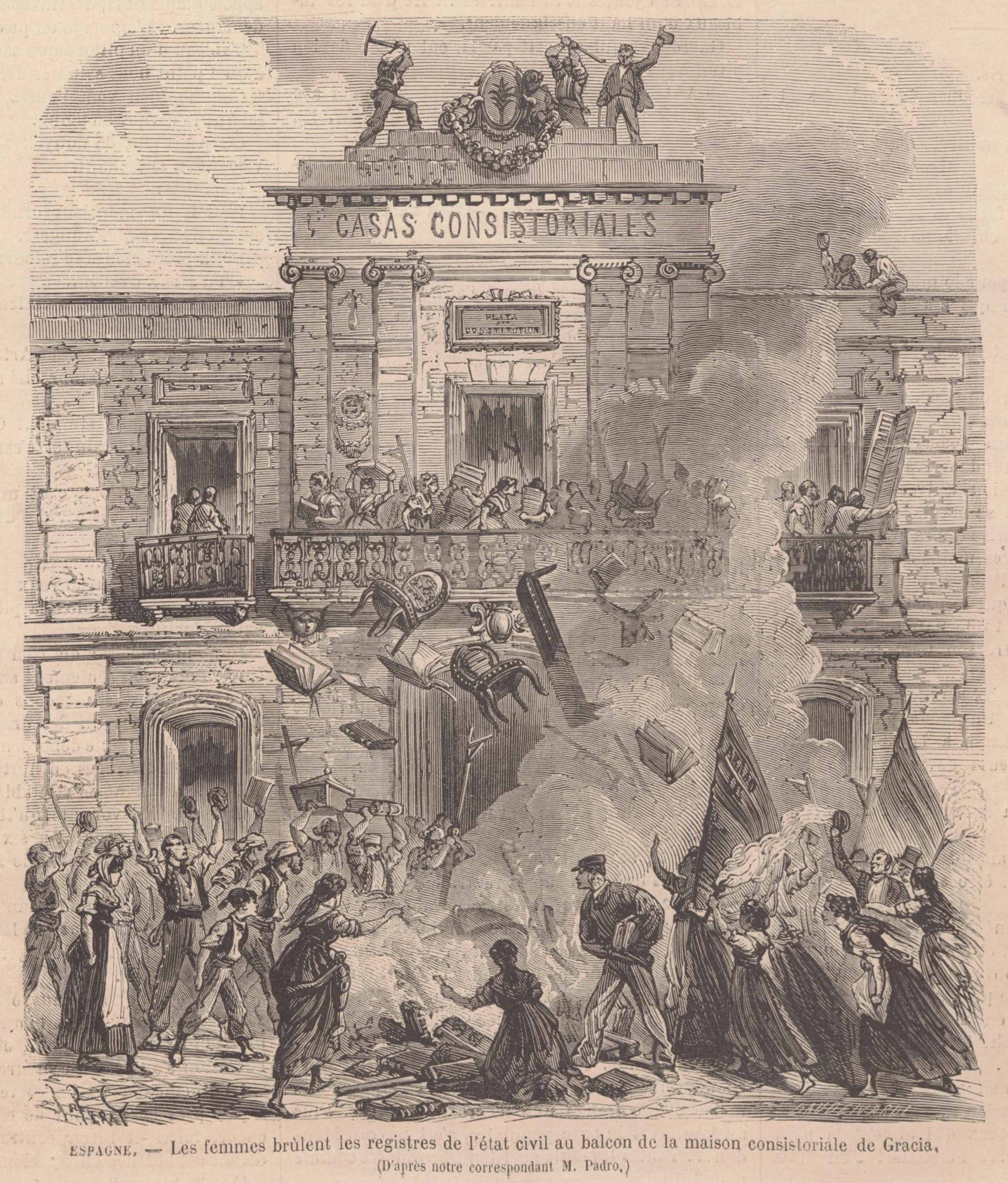
Casa consistorial de Gracia en 1870 durante la denominada «revuelta de las quintas»

El barrio de Villa de Gracia fue el núcleo principal del antiguo municipio de Gracia, anteriormente perteneciente al término de Barcelona y segregado como municipio independiente entre 1821 y 1823 y entre 1850 y 1897. El municipio estaba formado por este núcleo y por la zona agrícola y de masías del Camp d'en Grassot.

## Demografía
| Gráfica de evolución demográfica de Gracia entre 1857 y 1887 |
| |
| Población de derecho según los censos de población del INE. Población de hecho según los censos de población del INE.Entre el censo de 1857 y el anterior, aparece este municipio porque se segrega del municipio Barcelona. Entre el censo de 1897 y el anterior, este municipio desaparece porque se integra en el municipio Barcelona. |

## Asociaciones gracienses
- Castellers de la Vila de Gràcia
- Centre Moral i Instructiu de Gràcia
- Cop a Cop (Bastoneros)
- Lluïsos de Gràcia
- Teatre Corpus
- Bastoners de Gràcia
- Taller d'Història de Gràcia. Centre d'Estudis
- Esplai Josepets
- Esplai l'Espurna de Gràcia
- Amics de la Sarsuela de Gràcia
- Club Ciclista Gràcia

## Hijos ilustres de Gracia

Escudo de Gracia como municipio, en uso hasta al menos 1897, año de la agregación a Barcelona

- Pompeu Fabra, filólogo e ingeniero industrial
- Feliu Noguera i Casabosch (1863-1933): médico y delegado en la Asamblea de Manresa (1892).
- Joan Perucho: escritor.
- Albert Rafols Casamada, pintor y poeta
- Joan Lluís Bozzo: actor y director teatral.
- Jordi Pujol: político.
- Montserrat Caballé: cantante de ópera.
- Antoni Ramallets: futbolista.
- Antoni Bassas: periodista.
- Joaquín Blume: gimnasta.
- Ramon Calabuch (Moncho): cantante.
- Antonio González Batista (El Pescaílla): cantante y guitarrista de rumba y flamenco.
- Hipólito Lázaro: cantante de ópera.
- Albert Musons: periodista y político.